# リッチャヴィ朝
リッチャヴィ朝（リッチャヴィちょう、ネパール語: लिच्छवी वंश Licchavī vanśa 、直訳：リッチャヴィ王朝、 英: Licchavi Dynasty）は、古代ネパールの王朝。存在が確実な最古の王朝。インド･アーリア系民族の出身。4世紀から9世紀まで存続。

## 起源
ネパールの古い歴史については「バンシャバリ」といわれる王朝王統譜が5種類伝えられ、「ゴーパーラ王朝」「マヒシャパーラー王朝」「キラータ王朝」があったとされるが、信憑性は低い。
しかし、リッチャヴィ朝については同時代の230のサンスクリットで書かれた碑文が残されており、その存在は確かである。建国された正確な年代はわからないが、4世紀中期ごろと見られている。マーナ・デーヴァ1世が残した碑文に残っている最初の王の名はヴリシャ・デーヴァである。彼が建国者と考えられている。当時のインド・グプタ朝の碑文にはネーパーラ王国がグプタ朝に租税を納める弱小国であったとあり、これがリッチャヴィ朝と見られている。
グプタ朝のチャンドラグプタ1世のころ、北インドにリッチャヴィの小王国がいくつか存在していたことがわかっており、その一つがカトマンズ盆地に侵入して建国したのではないかと考えられている。それが、ヴリシャ・デーヴァ1世であったのかもしれない。

## マーナ・デーヴァ1世
その子、シャンカラ・デーヴァ1世、孫ダルマ・デーヴァが版図を拡大し、さらにその子、3代にわたる父祖の碑文を建立したマーナ・デーヴァ1世は、東征、西征に成功し、41年にわたり専制君主として君臨した。
彼は豪華な「マーナ宮殿」を建て、硬貨を発行し、商業が繁栄し、寛容な宗教政策を採った。この頃からグプタ朝に朝貢の記録はなくなり、独立した王国となったと見られる。

## グプタ家の興隆

### ヴァイローチャナ・グプタ
しかし、リッチャヴィ王家の専制支配はいつまでも続いたわけではない。ヴァサンタ・デーヴァ王の時代から家臣のヴァイローチャナ・グプタが「布告人」として実権を握った。布告人というのは王の布告を碑文として公布する責任者である。グプタ家は代々実権を拡大し、国王の権力を無力化していった。 

### ラヴィ・グプタ
513年にはラヴィ・グプタが布告人となるが、侍従長、司法長官、公安長官を兼任し、532年公式に王との二頭政治を宣言した。しかし、碑文からによると、533年、ラヴィ・グプタは王らとともに殺害されたと推測されている。
その後、大豪族クラマリーラが実権を握った。

### バウマ・グプタ
557年頃即位したガナ・デーヴァ1世の時代にはバウマ・グプタが台頭し、王の連立統治者となり、王に匹敵する尊号「シュリー」を名乗った。地方自治権を拡大し、民心を収攬した。次王・ガンガー・デーヴァ王の治世にも実権を維持し、さらに王位の空白の時代に単独の統治者であった可能性もある。しかし、シヴァ・デーヴァ1世の治世には力を失い、ついに激しい戦闘の末、豪族アンシュ・ヴァルマーに倒される。

### 当時のカースト制度および行政
ヴァサンタ・デーヴァ王の碑文の中に当時の社会や行政のあり方が書かれている。それによると、国民はヒンドゥー教のカースト制度に組み入れられ、先住民族も18段階に分けられこの仕組みの中に組み入れられた。また四つの行政府が置かれ、税の徴収や裁判、道路水道の管理、犯罪の処罰等を行った。

### アンシュ・ヴァルマー
バウマ・グプタを倒したアンシュ・ヴァルマーは事実上の王となり、リッチャヴィ王朝の黄金時代を築いた。そもそもヴァルマー家はリッチャヴィ朝を通じてグプタ家の最大の対抗勢力であった。アンシュははじめ「公」ついで「大公」を名乗り王の連立統治者となるが、ついに自ら公式に「王」を名乗ることをしなかった。（私的には名乗っている。）林塞を整備して国土防衛に努め、全域的な自治権の拡大を行った。また、ゴーシューティーと呼ばれる地域互助組織を保護した。これは現在も「講」という形で残っている。
王のシヴァ・デーヴァ（Shiva Deva）は仏教に関心が深く、仏教僧坊、大仏塔を建立している。また、バンシャバリの一つにはアンシュ・ヴァルマーへの譲位が行われたことが記されている。この時代のバンシャバリの記述は必ずしも信用できないが、碑文からもそれを推測できる記述がある。シヴァ・デーヴァが仏門に帰依した可能性も佐伯は指摘している。アンシュは巨大なカイラーサ・クータ宮殿を造営しその壮麗さは中国の史書「唐書」にも描かれている。
アンシュは学問を好んだ。このことは玄奘三蔵の「大唐西域記」にも記されている。王のあるべき姿を記したカウティリヤの「実利論」に傾倒し、同書に基づきカースト社会の秩序の維持を図った。また文法学者チャンドラ・ヴァルマー･ゴーミー公を重用した。従来の四行政府の外にカースト制度を監視する行政府と、宗教関連事業を担当する行政府を設けた。また、地域で解決できない紛争を解決するいわば最高裁判所にあたる「内坐所」を設けた。
また、「パンチャーリー制度」を積極的活用した。これは地域住民の長老たちによる地方行政機関で地方自治の末端を担った。
また、農業用水路を整備、商業を振興し、輸出を奨励した。宗教には平等政策を取った。当時、チベットとインドに強大な王国が存在したが、巧みな外交により独立を維持した。
晩年にはリッチャヴィ王統のウダヤ・デーヴァ（Udayadeva）を皇太子とし、布告人とする。アンシュの死後、ウダヤは王に即位し、リッチャヴィ朝は存続する。

### ジシュヌ・グプタ
ウダヤ・デーヴァは即位するが、まもなく、弟のドルヴァ・デーヴァ（Dhruvadeva）と統治権を狙うジシュヌ・グプタ（Jiṣṇugupta）に殺害される。グプタ一族はたちまち勢いを回復する。即位したドルヴァ・デーヴァは名ばかりの王となった。ドルヴァ･デーヴァ王の跡を継いだビーマールジュナ・デーヴァ（Bhīmārjunadeva）の時代にはジシュヌは連立統治者となったが、自ら半ば王であることを宣言した。しかし、ジシュヌはアンシュを崇敬し、政策的にもアンシュを継承し、善政をしいた。

## ナレーンドラ・デーヴァ王の王政復古
父、ウダヤ・デーヴァ王を叔父ドルヴァ・デーヴァ王とジシュヌ・グプタに殺害されたナレーンドラ・デーヴァ（Narendradeva）はチベット（吐蕃）に追放されていた。当時のチベットは名君として知られるソンツェン・ガンポ王の時代であった。ナレーンドラはソンツェン・ガンポの家臣として仕え、雌伏の時代を過ごした。折から633年ジシュヌ・グプタが没し、その子ヴィシュヌ･グプタ（Viṣṇugupta）が跡を継いだ。ヴィシュヌははじめ単独統治を行ったが、後にビーマールジュナ・デーヴァ王との共同統治になったところから見て、政治的に無力であったと考えられる。しかもビーマールジュナ・デーヴァ王は嫡流ではなく、宗教的事業にのめりこみ、民心を失っていた。
ナレーンドラ王子はソンツェン・ガンポ王の助けを得て、チベットから軍を率いてネパールに攻め戻り、ビーマールジュナ・デーヴァ王とヴィシュヌ・グプタの軍を撃破し、王位に就いた。カトマンズ盆地の有力な大集落はこぞってナレーンドラを支持した。
ナレーンドラ・デーヴァ王（Narendradeva、在位643年頃-679年頃）は36年間専制君主としてネパールに君臨した。当時、軍事力は充実していた。647年、唐の使節・王玄策が訪印中に豪族アルジュナに捕らえられたときは、チベット軍1200人、ネパール軍7000騎でインドに侵入し、アルジュナを捕らえ、王玄策を救出した。
ナレーンドラは即位後数年はチベットの傘下にあったと考えられるが、ソンツェン・ガンポ王が没した649年以降は実質的にも独立国となった可能性が高い。というのは、チベット国内で反乱が起きたり、唐軍と激戦を行ったりして国内が不安定だったからである。
内政面では「内坐所」の権限を拡大し、「最高坐所」とし、専任の大臣を置いた。また、パーンチャーリーを利用して地方自治権を拡大した。経済的にも繁栄し、パドラ・アディヴァーサ宮殿を造営した。
この時代、集落が次第に大規模化し、都市的になってきた。また、そうした大集落では交易が盛んに行われ、商業が発展した。そうした集落には石製水道が作られ、また流通を促進するため道路の整備も行われた。
王は2回唐に朝貢しているが、唐側はネパールを吐蕃の属国と見ていた。
ネパールは北インドにとって脅威となっており、ナレーンドラの王子シヴァ・デーヴァにはマガダ国王の孫娘を嫁に迎える。

## 衰退

### シヴァ・デーヴァ2世とチベットの属国化
ナレーンドラの跡を継いだシヴァ・デーヴァ2世はこれといった業績のない王で、この時代、ネパールはチベットの従属国化が進む。シヴァ・デーヴァ即位まもない695年、チベット王ティ・ドゥーソンがネパールを訪問し、続けて699年にも訪れている。チベット王子がチベット側のネパール王となっていた。
703年 - 704年、ネパールはチベット南境にあった諸国とともにチベットに反乱を起こし、チベット王、ティ・ドゥーソンは死亡し、内紛が起こるが、結局収まり、新しい王が即位する。シヴァ・デーヴァ2世の布告文は705年を最後に姿を消し、その後、8年間、記録が途絶える。王位の空白があったと見られる。

### 詩人王ジャヤ・デーヴァ
712年、即位に当たって、ネパール皇太子ジャヤ・デーヴァはチベット王ティデ・ツクツェンに服属を誓わせられたのではないかと佐伯は推測している。
実際、ジャヤ・デーヴァの治世（713年頃-733年頃）はインドにこそ脅威を与えていたが、その実チベットの属国であった。
王は詩人として優れていた。パシュパティ神に捧げる34節の叙事詩を大石碑に刻んだ。学者、詩人等を庇護し、宮廷文化が栄えた。

### その後の王たち
その後のネパール王には布告文は残っておらず、その名のみが伝えられている。いちじるしく王権が衰退したと推測される。王自身が残した銘文は1点のみで、あとは民間のものである。877年、マーナ・デーヴァ4世（Mānadeva IV）が死去。

## デーヴァ王朝
2年後の879年、デーヴァ朝のラーガヴァ・デーヴァが即位する。ネパールは中世に入る。